# 고마치역
고마치역(일본어: 古町駅)은 일본 에히메현 마쓰야마시에 위치한 이요 철도의 철도역이다. 다카하마 선의 소속역이며, 시내 노면 전차인 오테마치 선 · 조호쿠 선등이 운영하고 있다. 총 4면 5선의 승강장을 갖췄으며, 역 번호는 IY 08 · 06이다.

## 타는 곳
| 시내 전차 | 시내 전차        | 시내 전차                                           | 시내 전차                          |
| --------- | ---------------- | --------------------------------------------------- | ---------------------------------- |
| 1         | ■ 2호선 (순환선) | JR마쓰야마에키마에 · 마쓰야마시 역 방면             |                                    |
| 1         | ■ 5호선          | JR마쓰야마에키마에 · 도고온센 방면                  | 아침에만 운행                      |
| 2         | ■ 1호선 (순환선) | 기야초 · 세키주지뵤인마에 방면                      |                                    |
| 교외 전차 |                  |                                                     |                                    |
| 3         | ■ 다카하마 선    | 마쓰야마시 방면                                     |                                    |
| 4         | ■ 다카하마 선    | 기누야마 · 미쓰 · 다카하마 · (마쓰야마 관광항) 방면 |                                    |
| 5         | ■ 다카하마 선    | 기누야마 · 미쓰 · 다카하마 · (마쓰야마 관광항) 방면 | 5번 선은 차량 입환 등 때에 사용됨. |

## 역 주변
- 후지 그란 마쓰야마 쇼핑 센터

## 역사
- 1888년 10월 28일 : 미쓰구치 역으로서 개업.
- 1889년 7월 20일 : 고마치 역으로 개칭.
- 1931년 5월 1일 : 역사와 다카하마 선 플랫폼을 연결하는 지하도 사용 개시.
- 1945년 7월 26일 : 마쓰야마 대공습으로 인해 초대 역사 소실.
- 1949년 12월 28일 : 2대째 역사 완성.
- 1977년 7월 18일 : 이요 철도 고마치 빌딩 신축 준공. 3대째 역사.
- 2005년 3월 22일 : 배리어 프리화 공사 완성. 지하도 폐지.

## 인접 역
| 이요 철도 다카하마 선                      | 이요 철도 다카하마 선 | 이요 철도 다카하마 선               |
| ------------------------------------------ | --------------------- | ----------------------------------- |
| IY 07 기누야마 마쓰야마 관광항 방면        | ■ 다카하마 선         | 오테마치 IY 09 마쓰야마시 방면      |
| 이요 철도 순환선 (오테마치 선 · 조호쿠 선) |                       |                                     |
| 06 미야타초 마쓰야마시 방면                | ■ 1호선 · ■ 2호선     | 가야마치로쿠초메 08 마쓰야마시 방면 |